# Харьоно, Мас Тиртодармо
Мас Тиртодармо Харьоно (индон. Mas Tirtodarmo Haryono) — национальный герой Индонезии, индонезийский военный деятель, в 1964-1965 годах — третий заместитель начальника Генштаба сухопутных войск Национальной армии Индонезии. Во время попытки государственного переворота, совершённой левой военной группировкой Движение 30 сентября, был убит мятежниками в собственном доме.

## Ранние годы жизни
Харьоно родился в 1924 году в Сурабае — втором по численности населения городе Индонезии. Получил среднее образование в начальной школе для детей европейцев, а позже — в голландской средней школе. В 1942 году поступил в джакартское военно-медицинское училище, но его обучение было прервано вторжением в Индонезию японских войск.

## Карьера в индонезийской армии
Когда в 1945 году была провозглашена независимость Индонезии, Харьоно находился в Джакарте; там он вступил в ряды молодой индонезийской армии. Благодаря хорошему образованию и знанию английского, немецкого и нидерландского языков, ему было сразу присвоено звание майора. 1 сентября 1945 года Харьоно был назначен начальником почтовой службы Джакарты. В 1946 году он был секретарём индонезийской делегации на переговорах с голландцами и британцами. В ноябре 1949 Харьоно был секретарём индонезийской делегации на Гаагской конференции круглого стола. С июля 1950 по октябрь 1954 года служил военным атташе Индонезии при посольстве в Гааге, затем был назначен на должность квартирмейстера. С августа 1962 по 1964 Харьоно был главным армейским инспектором, с 1963 года, по совместительству — начальником секции стратегических материалов Верховного оперативного командования. 1 июля 1964 года назначен третьим заместителем начальника штаба сухопутных войск Ахмада Яни.

## Смерть

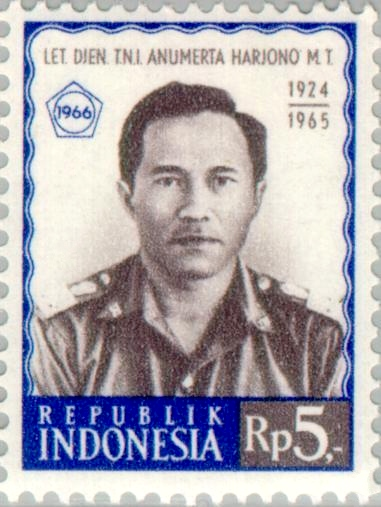
Мас Тиртодармо Харьоно на индонезийской почтовой марке. 1966 год

В ночь с 30 сентября на 1 октября 1965 года левая военная группировка, известная как Движение 30 сентября, предприняла попытку государственного переворота. Ранним утром 1 октября в дом Харьоно на улице Джалан Прамбанан, 8 (индон. Jalan Prambanan, 8) ворвались солдаты полка президентской охраны Чакрабирава. Разбудив жену генерала, они потребовали, чтобы она разбудила мужа и передала ему, что он должен немедленно явиться к президенту Сукарно. Госпожа Харьоно передала их требование мужу, попросив его никуда не идти, а солдат попросив прийти в 8 утра. Харьоно, заподозрив неладное, приказал жене и детям спрятаться в другой комнате. Солдаты начали обстреливать спальню через запертую дверь, и генерал попытался бежать на верхний этаж, однако мятежники окружили его. Вскоре он был убит выстрелом из пистолета-пулемёта STEN. Его тело в армейском грузовике привезли в джакартское предместье Лубанг Буайя, где бросили в яму вместе с телами ещё пяти генералов, убитых в тот день мятежниками.
5 октября, после провала попытки переворота, тела убитых мятежниками генералов, в том числе и генерала Маса Тиртодармо Харьоно, были торжественно перезахоронены на Кладбище Героев в джакартском районе Калибата. В тот же день Харьоно и его сослуживцам президентским декретом под номером 111/KOTI/1965 было посмертно присуждено почётное звание Героев революции (англ. Heroes of the Revolution).

## Награды
- Национальный герой Индонезии;
- Орден «Звезда Республики Индонезии» 2-й степени (1965)[6]